# Општина Затрени (Валча)
Затрени (рум. Zătreni) општина је у Румунији у округу Валча.
Oпштина се налази на надморској висини од 233 m.